# Список акронімів української мови (І)
Список акронімів української мови, які починаються з літери «І»:
- ІААФ (англ. IAAF: International Association of Athletics Federations) — Міжнародна асоціація легкоатлетичних федерацій
- ІАТА (англ. IATA: International Air Transport Association) — Міжнародна асоціація повітряного транспорту
- ІАЦ РНБО — Інформаційно-аналітичний центр РНБО України
- ІАЯ — Імперська армія Японії
- ІБ — Інформаційна безпека
- ІВС — Інформаційно-вимірювальна система
- ІДІЛ — Ісламська Держава Іраку та Леванту, терористична організація
- ІЄСП — Інструмент європейського сусідства й партнерства
- ІІЛ — Інтегрально-інжекційна логіка
- ІІХФ (англ. IIHF: International Ice Hockey Federation) — Міжнародна федерація хокею із шайбою
- ІКАО (англ. ICAO: International Civil Aviation Organization) — Міжнародна організація цивільної авіації
- ІКЕА (швед. «Ingvar Kamprad, Elmtaryd, Agunnaryd») — шведська корпорація, яка розробляє та реалізує швидко-збірні меблі, кухонну техніку та аксесуари для дому
- ІКМ — Імпульсно-кодова модуляція
- ІКОМОС (англ. ICOMOS: International Council on Monuments and Sites) — Міжнародна рада з охорони пам'яток та історичних місць
- ІКТ — Інформаційно-комунікаційні технології
- ІМР — Інженерна машина розгородження
- ІМСУ — Історія міст і сіл Української РСР, енциклопедичне видання
- ІМХО (англ. IMHO: «In My Humble Opinion») — «На мою скромну думку»
- ІНО — Інститут народної освіти
- ІНОГЕЙТ (англ. INOGATE: Interstate Oil and Gas Transportation to Europe) — міжнародна програма співпраці у сфері енергетики між Європейським Союзом та східноєвропейськими країнами
- ІНЦІ (лат. INRI: Iesus Nazarenus, Rex Iudaeorum) — «Ісус Назарянин, Цар Юдейський»
- ІПН — Індивідуальний податковий номер
- ІППН — Індивідуальний план партнерства з НАТО
- ІПСШ — Інфекції, що передаються статевим шляхом
- ІПТГ — Ізопропіл-β-D-1-тіогалактопіранозид
- ІРА — Ірландська республіканська армія, терористична організація
- ІРЛП — Індекс розвитку людського потенціалу
- ІС — Інформаційна система
- ІС — Інтегральна мікросхема
- ІСК — Індекс сприйняття корупції
- ІСН — Індекс споживчих настроїв
- ІСР — Інтегроване середовище розробки
- ІСУ (англ. ISU: International Skating Union) — Міжнародний союз ковзанярів
- ІСУО — Інформаційна система управління освітою
- ІТ — Інформаційні технології
- ІТП — Інженерно-технічний персонал
- ІТТ — Ізолятор тимчасового тримання
- ІУМ — Інститут української мови НАН України
- ІФА — Імуноферментний аналіз
- ІФОДА — Івано-Франківська обласна державна адміністрація
- ІФОР (англ. IFOR: Implementation Force) — миротворча сила в Боснії і Герцеговині під керівництвом НАТО в 1995—1996 роках
- ІХС — Ішемічна хвороба серця
- ІЧ — Інфрачервоне випромінювання
- ІЮПАК (англ. IUPAC: International Union of Pure and Applied Chemistry) — Міжнародний союз фундаментальної та прикладної хімії
- ЙЦУКЕН (від букв у верхньому лівому куті розкладки) — основна кирилична розкладка клавіатури і друкарських машинок